# Терор Мехаґодзілли
«Терор Мехаґодзілли» (яп. メカゴジラの逆襲, Мекагодзіра но гякусю:, «Контратака Мехаґодзілли») — японський фільм студії Toho 1975 року, знятий в жанрі кайдзю-ейга режисером Ісіро Хондою; є п'ятнадцятим фільмом про Ґодзіллу, а також другий фільм за участю робота Мехаґодзілли та перший і єдиний за участю чудовиська Титанозавра. Крім того, це останній фільм про Ґодзіллу з серії періоду Сьова (1954—1975).
Стрічка стала останнім фільмом з Ґодзіллою, знятий Ісіро Хондою. 1993 року Хонда повинен був режисувати фільм «Ґодзілла проти Мехагодзілли 2», але помер того року.

## Сюжет
Фільм розпочинається з подій фільму «Ґодзілла проти Мехаґодзілли» (1974) — Ґодзілла здобуває перемогу над Мехаґодзіллою. Після битви Ґодзілла йде в океан, а агенти Інтерполу відправляють підводний човен для пошуку останків Мехаґодзілли. Несподівано з'являється величезна істота й розчавлює підводний човен. Екіпаж човна встигає відправити повідомлення про те, що їх атакував велетенський динозавр. Інцидентом зацікавилися учений Акіра Ітіносе та агент Інтерполу Дзіро Муракосі. З'ясовується, що кілька років тому доктор Сіндзо Мафуне повідомляв про те, що йому вдалося повернути до життя динозавра, але йому ніхто не вірив. Кацура, донька Сідзо Мафуне, стверджує, що він помер п'ять років тому і вона нічого не знає про його дослідження. Але потім Кацура з'ясовує, що її батько живий та знаходиться у змові з прибульцями. Прибульці збираються використати відновленого модифікованого Мехаґодзіллу і динозавра Титанозавра, що потопив підводний човен, створеного доктором Мафуне. Акіра і Дзіро намагаються проникнути в будинок доктора Мафуне, але на них нападають прибульці. Акірі і Дзіро вдається врятуватися.
Коли Акіра знову зустрічається з Кацурою, він повідомляє, що спільно з іншими агентами Інтерполу збирається увійти до складу експедиції на підводному човні з упіймання Титанозавра. Кацура просить Акіру не робити цього, але він не слухає її.
Коли Кацура повертається до будинку Сіндзо, прибульці розповідають їй, що п'ять років тому вона разом зі своїм батьком створювала машину по контролю розуму Титанозавра, але стався вибух, і Кацура була поранена, після чого прибульці врятували її й зробили з неї кіборга, здатного контролювати Титанозавра. За це доктор Мафуне повинен був працювати на прибульців.
Прибульці наказують Кацурі подумки напасти на підводний човен, на якому знаходиться Акіра. Титанозавр нападає на човен, але його глушать надзвуковою гарматою військових. Доктор Мафуне і прибульці наказують Кацурі направити Титанозавра на руйнування найближчого міста. Кацура вирушає туди ж та ламає надзвукову гармату, здатну оглушити Титанозавра. Люди залишаються безсилі перед Титанозавром.
Прибульці засікають великий об'єкт, що прямує до Титанозавра. Той падає під натиском атомного променя. Виявилось, що на Титанозавра напав Ґодзілла, що вийшов з океану. У Кацуру стріляють агенти Інтерполу. Прибульці повертають її до життя, заздалегідь вшивши в неї апарат по управлінню Мехаґодзілли та примушують Кацуру направити Титанозавра і Мехаґодзіллу в Токіо. Акіра опиняється в полоні у прибульців.
Ґодзілла з'являється в Токіо, де знаходяться Титанозавр і Мехаґодзілла. Мехаґодзілла стріляє в Ґодзіллу ракетами. Та вступає в битву з Титанозавром, але він чинить серйозний опір і зіштовхує Ґодзіллу в яр.
Акіра виривається з полону. Разом із Дзіро та іншими агентами Інтерполу він вбиває прибульців і Кацуру. Мехаґодзілла і Титанозавр залишаються без контролю. Ґодзілла відриває голову Мехаґодзіллі тп скидає його в яр, а потім розправляється з Титанозавром. Титанозавр гине та падає в океан. Лідер прибульців, що врятувався, намагається відлетіти на космічному кораблі, але Ґодзілла знищує корабель.

## Кайдзю
- Ґодзілла
- МехаҐодзілла
- Титанозавр

## У ролях
| • Кацухіко Сасакі | … | Акіра Ітіносе            |
| • Томоко Ай       | … | Кацура Мафуне            |
| • Акіхіко Хірата  | … | професор Сіндзо Мафуне   |
| • Кацумаса Юсіда  | … | агент Дзіро Муракосі     |
| • Горо Муцумі     | … | головний прибулець Мюгал |
| • Тору Ібукі      | … | прибулець Цуда           |
| • Кендзі Сахара   | … | генерал Сіґава           |
| • Тору Каваї      | … | Ґодзілла                 |

## Знімальна група
- Автор сценарію — Юкіко Такаяма
- Режисер-постановник — Ісіро Хонда
- Виконавчі продюсери — Генрі Дж. Саперштейн, Томоюкі Танака
- Оператор — Сокей Таміока
- Композитор — Акіра Іфукубе
- Художник-постановник — Йосіфумі Хонда
- Монтаж — Йосітамі Куроїва

## У зарубіжному прокаті
У США фільм з обмеженнями показали в кінотеатрах під назвою «Терор Ґодзілли» в 1978 році. Постер фільму не відповідає оригінальному — замість Титанозавра на ньому зображений Кінг Сізар з попереднього фільму.
Коли фільм готувався до показу в США, з нього були вирізані сцени самогубств, у зв'язку зі збільшенням числа самогубств підлітків. Також з фільму був вирізаний фрагмент, в якому прибульці робили операцію Кацурі, оскільки в кадрі були її протезовані груди.